# Soledad Estorach Esterri
Soledad Estorach Esterri (Albatarrech (Segriá), 6 de febrero de 1915 - Burdeos (Francia), 14 de marzo de 1993) fue una luchadora anarquista española. Creó el Instituto Mujeres Libres y el Casal de la Mujer Trabajadora.

## Biografía
Soledad Estorach nació en Albatàrrec, en el Segriá, el 1915. Su madre provenía de una familia propietaria de tierras y muy religiosa. Su padre era maestro de adultos y había vivido muchos años fuera de España.
Ella explicó que a pesar de residir en un pueblo, no vivió la vida típica. Su padre fue quien le enseñó a escribir y a leer. También fue quien la marcó políticamente, puesto que tenía ideas muy avanzadas por la época. Al morir su padre, cuando ella contaba con 11 años, tuvo que ponerse a trabajar. Un amigo del padre, también maestro, continuó formándola. Con  15 años marchó hacia Barcelona, después de convencer su madre con el argumento de ganar dinero para mantener la familia y obtener una educación.
Al llegar a Barcelona, primero trabajó en la tienda de su tío, pero la tienda tuvo que cerrar por la crisis económica. Su segundo trabajo fue de muchacha con una paga mísera, desde las 5 de la mañana hasta la una de la noche. Dejó el trabajo para entrar en una fábrica con la esperanza de ganar más dinero y tener más tiempo para aprender. A finales de 1930 asistió en una escuela nocturna, donde conoció compañeros de la Confederación Nacional del Trabajo (CNT) que permanecían en la clandestinidad.
El año 1931, con la caída de la monarquía, se incorporó a un grupo de jóvenes del Ateneo y pasó a la acción: preparando mítines o asistiendo. El sentimiento de comunidad y de acción colectiva la entusiasmó.
El año 1934, fruto de unos debates internos sobre las dificultades que tenía la mujer dentro de la CNT, formaron una red de apoyo mutuo. Recibió el nombre de Grupo Cultural Femenino. No fue tarea fácil, puesto que no recibieron el apoyo de toda la comunidad anarquista, dado que había un sector que no lo acababa de ver bien. El año 1936 organizó, junto con sus compañeras del grupo, un mitin en el Teatro Olimpia, para darse a conocer. A pesar de no estar mucha publicidad por los  libertarios, se abarrotó y allá redactaron las bases para una organización regional. El año 1936, a raíz del contacto con Mujeres Libres de Madrid, se cambiaron el nombre por el de "Agrupación Mujeres Libres" y crean una federación nacional. Soledad, junto con las compañeras, emprendió una actividad de concienciación y acción directa: redes de mujeres, reuniones de análisis y estrategias para afrontar los problemas y unos servicios de canguros a domicilio.
Durante el levantamiento militar del 18 de julio, se encontraba al Sindicato de la Construcción, en la calle Mercaders de Barcelona, junto con otras compañeras. Mientras los compañeros fueron a asediar el cuartel de los Astilleros, ellas ocuparon la Casa Cambó. La Casa Cambó pasaría a ser la Casa CNT-FAI. Participó del fervor revolucionario:  requisando cines para convertirlos en comedores populares, trabajando de forma asistencial en el frente, y viajando como representante de la CNT, la FAI y la Federación Ibérica de Juventudes Libertarias (FIJL) de Aragón, Cataluña y parte de Valencia.
A finales de 1936 creó, con la Agrupación Mujeres Libres, el Instituto Mujeres Libres y, en  1937, el Casal de la Mujer Trabajadora, que tenía como objetivo la formación técnica y la preparación social. También fue colaboradora de Tierra y Libertad.
El año 1940 marchó a Burdeos con su compañero Andrés G. Volvió a España cinco años más tarde de forma clandestina, pero tuvo que huir hacia París, poco tiempo después, donde permaneció hasta su muerte, en 1993. En los últimos años colaboró en la edición del libro Mujeres Libres. Luchadoras libertarias, editado por la Fundación Anselmo Lorenzo (1999).